# Lophiola
Genre
Classification APG III (2009)
Lophiola est un genre de plantes à fleurs de la famille des liliacées selon la classification classique de Cronquist (1981), des narthéciacées selon la classification phylogénétique.

## Liste d'espèces
Selon ITIS :
- Lophiola aurea Ker-Gawl.